# Брискорны
Брискорн (нем. von Briscorn) — дворянский род немецкого происхождения, владевший в Петербургской губернии поместьем «Пятая Гора».
Внесён в дворянские родословные книги Санкт-Петербургской (I часть), Псковской (I часть), Лифляндской (III часть) губерний.

## Персоналии
Родоначальник в России — Магнус Христиан (Максим Крестьянович) Брискорн (1717—1780), сын Христиана Брискорна, уроженца Шварценштейна (Восточная Пруссия), пастора в Вальгофе (Курляндия). Магнус Христиан из Курляндии приехал в Санкт-Петербург, где стал придворным аптекарем, получил чин надворного советника и, тем самым, право на потомственное дворянство, которого в Германии род Брискорн не имел. Имел 10 детей, в том числе 6 сыновей: Фёдора, Ивана, Якова, Максима, Карла, Александра, которые в апреле 1799 по заслугам отца возведены в дворянское достоинство.

Н.И.Греч писал:

Фамилия Брискорн. Родоначальником ее был придворный аптекарь Максим Брискорн. Детей у него было как склянок в аптеке, и все они процвели и распространились. — 
- Фёдор Максимович (1760—1824), тайный советник (1796), сенатор (1803), с 1773 — в Министерстве иностранных дел, секретарь русского посольства в Голландии, к 1796 статс-секретарь императора Павла I, который пожаловал ему богатое поместье в Курляндии; награждён орденами Св. Владимира 4-й ст., Св. Анны 2-й ст. и Св. Иоанна Иерусалимского. Его супруга Ольга Константиновна, имели двух дочерей: Ольгу и Елизавету.
- Иван Максимович Брискорн (1757—1822), надворный советник, приобрёл имение в Финляндии, внесен в книгу рыцарского дома Великого княжества Финляндского.
  - Пётр Иванович Брискорн (1813—1876), генерал-лейтенант (1870), отличился во время Крымской войны 1853-56 при Кюрюк-Дара и Карсе, командуя батареей в Кавказской гренадёрской артиллерийской бригады в чине полковника; награждён орденом Св. Георгия 4-й ст. с бантом и золотым оружием; московский и кавказский военно-окружной интендант.
- Яков Максимович[пол.] (Якоб Магнус) Брискорн (1761—1812), в 1779 окончил 2-й кадетский корпус в С.-Петербурге, служил в артиллерии, в 1785 вышел в отставку в чине поручика; в 1800 вице-губернатор Курляндии, затем Кавказский губернатор в Тифлисе. Употребил чрезвычайное усилие в борьбе с распространявшейся в губернии эпидемией чумы; в октябре 1812 года умер в Георгиевске от истощения в самоотверженной работе по борьбе с чумой. Похоронили его с большими почестями на георгиевском кладбище.
- Максим Максимович (Магнус Якоб) Брискорн (1762—1812), подполковник, погиб в Бородинском сражении, имел четырёх сыновей.
  - Максим Максимович Брискорн-младший (Магнус Рейнгольд) (1795—1872), действительный тайный советник (1868), сенатор (1844). С 1809 служил в канцелярии начальника Главного штаба, неоднократно сопровождал императора Александра I в его поездках по России и Европе, в том числе на конгрессы в Ахен (1818), Варшаву (1820), Троппау и Лайбах (1821), Верону (1823). С 1825 начальник отделения канцелярии начальника Главного штаба, в 1829 состоял при императоре Николае I, в 1832—1842 директор канцелярии Военного министерства, в 1843-53 товарищ государственного контролера. В 1853—1856 в отставке. С 1856 управляющий канцелярией Военного министерства, в 1857—1872 член Военного совета. С 1857 председатель комитета для устройства образования и судьбы военных кантонистов. Награждён орденами Св. Станислава 1-й ст., Св. Анны 1-й ст., Св. Владимира 2-й ст. и Белого Орла.

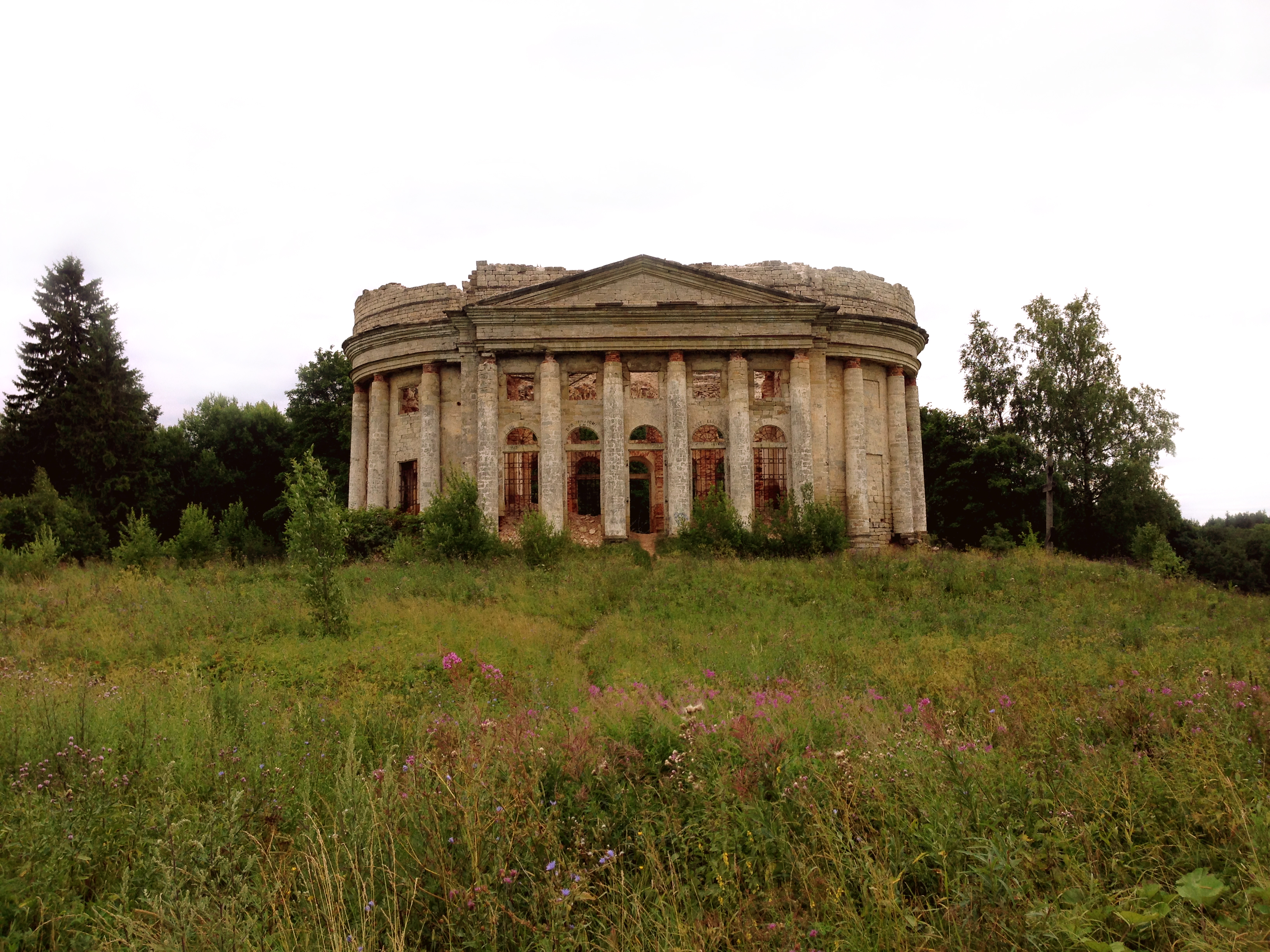
Руины церкви в усадьбе Брискорнов

  - Александр Максимович Брискорн (1801 — после 1850), генерал-майор, член Военной коллегии;
  - Фёдор Максимович-мл. (1798—1878), тайный советник, сенатор;
    - Пётр Федорович Брискорн служил в Главном штабе, к 1917 действительный статский советник в отставке. Имел сыновей Василия, Петра и Владимира.
      - Василий Петрович Брискорн (1847—1912) в чине майора участвовал в русско-гурецкой войне 1877-78 в составе Семеновского полка, в том числе под Плевной; к 1905 -генерал-майор в отставке.
      - Пётр Петрович Брискорн (1851—1910), статский советник, торопецкий помещик; его вдова Александра Михайловна, урожденная Попова, в 1917 возглавляла женскую рукодельную школу им. А. Г. Елисеева в Петрограде.
      - Владимир Петрович Брискорн (1860—1928), служил в Департаменте духовных дел иностранных вероисповеданий; к 1908 — статский советник в отставке.

  - Яков Максимович Брискорн-мл. (1804—1868), статский советник, курляндский губернский почтмейстер в Митаве, в молодости состоял на военной службе, участвовал в подавлении польского восстания в 1831; награждён орденами Св. Анны 4-й ст. с надписью «За храбрость» и 3-й ст. с бантом, Св. Владимира 4-й ст. с бантом, польским знаком «За заслуги».
- Карл Максимович Брискорн (1762—1811), в 1785 окончил 2-й кадетский корпус, служил в артиллерии, затем губернский прокурор в Риге до 27.04.1809 г. Руины церкви в усадьбе Брискорнов
- Александр Максимович Брискорн (1769—1823), инженер-генерал-майор, в детстве заболел оспой, которую от него привили великому князю Александру Павловичу — будущему императору Александру I; позднее принят в Инженерный корпус, служил в Риге, затем в Петербурге. Награждён орденами Св. Владимира 3-й ст., Св. Георгия 4-й ст. и Св. Иоанна Иерусалимского.

После 1917 некоторые представители рода эмигрировали в Финляндию; сын Василия Петровича — Борис Васильевич (1892—1950), морской офицер, ушёл с Черноморским флотом в Бизерту (Тунис), где и умер. Трое сыновей Владимира Петровича: Кирилл Владимирович (1892 -?), Пётр Владимирович (1893 — ?) и Сергей Владимирович(1896 — ?), офицеры, из которых двое старших — участники Первой мировой войны, погибли во время Гражданской войны. Судьба других Брискорнов после 1917 неизвестна.

## Описание герба
Щит раздроблен на четыре части. В первой части в голубом поле золотой хлебный Сноп. Во второй в чёрном поле серебряная Сова держит в Лапах свёрток бумаги. В третьей в красном поле серебряный Журавль имеет в лапе Камень. В четвёртой части в золотом поле две Шпаги остриями крестообразно обращенные вверх.
Щит увенчан обыкновенным дворянским Шлемом, с дворянской на нём Короной и тремя страусовыми Перьями. Намет на Щите голубого, красного и чёрного цвета подложенный золотом. Герб рода Брискорнов внесен в Часть 4 Общего гербовника дворянских родов Всероссийской империи, стр. 144.
Девиз — Брискорн — «Tu Numinis instar mihi» («Ты для меня подобие Божества»)